# Дуброво (Наро-Фоминский район)
Дуброво — деревня в Наро-Фоминском районе Московской области, входит в состав сельского поселения Веселёвское. В деревне числится 3 садовых товарищества. В Дуброво действует Дмитровская церковь 1896 года постройки. До 2006 года Дуброво входило в состав Веселёвского сельского округа.
Деревня расположена в юго-западной части района, у границы с Калужской областью, в излучине левого берега реки Протва, примерно в 13 км к югу от города Верея, высота центра над уровнем моря 171 м. Ближайшие населённые пункты — Залучное на противоположном берегу реки и Вышегород — в 1,5 км на северо-запад.

## Население
| 2002 | 2006 | 2010 |
| ---- | ---- | ---- |
| 7    | ↗9   | ↗11  |